# Jardin botanique de Conakry
Le Jardin botanique de Conakry est un jardin botanique à Conakry, en Guinée. Il est situé dans le quartier camayenne, avec l'hôpital Ambroise Paré au sud et la Grande Mosquée Faycal de Conakry au nord. Il est connu pour ses kapoks.

## Voir également
- Liste des bâtiments et structures en Guinée